# Fonte do Bastardo
Fonte do Bastardo ist eine portugiesische Gemeinde (Freguesia) im Kreis (Município) Praia da Vitória auf der Azoren-Insel Terceira. In ihr leben 1171 Einwohner (Stand 19. April 2021).